# Калкос, Панагис
Панагиотис или «Панагис» Калкос (Παναγιώτης «Παναγής» Κάλκος, 1810 Афины — 1878 Афины) — ведущий греческий архитектор XIX века, сторонник возрождения традиций древнегреческой архитектуры (т. н. неогреческий стиль). Принял участие в строительстве многочисленных публичных зданий греческой столицы, среди которых Национальный археологический музей и Парламент.

## Биография и работы
Информация о жизни Калкоса скудна. Родился в Афинах в 1810 году.
Как и многие его греческие современники при правлении баварца короля Оттона Калкос учился в Германии.
По возвращении в Грецию Калкос был вовлечён в строительство Национального археологического музея. Первоначальный проект музея принадлежал Людвигу Ланге, но его проект, по прошествии времени, был забыт и заброшен. После того как проект Ланге был вновь «обнаружен» и был признан лучшим, по сравнению с современными проектами, Хансен, Теофил фон отказался претворить его в жизнь, ссылаясь на его недостатки. Калкос взялся за строительство музея и сумел за счёт частичного упрощения проекта достичь экономии недостаточных финансовых ресурсов.
Одновременно Калкос сотрудничал с археологической службой и нашёл «блестящее решение», встраивая музей Акрополя в скалу на которой он стоит. Строительство музея Акрополя по проекту Калкоса началось 30 декабря 1865 года и завершилось в 1874 году. В отличие от сегодняшнего музея  Акрополя, Калкос построил скромное здание, не бросая вызова Памятнику, чьи скульптуры и архитектурные члены он был предназначен хранить.
Своим воззванием от 31 января 2013 года, Союз археологов Греции требует не разрушать старый музей Акрополя и объявить его памятником архитектуры.

## Проекты
- 1855–1858 Сиротский дом (ныне Картинная галерея муниципалитета Афин)
- 1857–1859 Лицей Ивана Варваци (Βαρβάκειο)
- до 1874 года, строительство Национального археологического музея [4]
- Музей Акрополя  (новое здание с 1920 года)
- Здание Афинского муниципалитета